# Lobelia deckenii
Espèce
Classification phylogénétique
Lobelia deckenii est une espèce de Lobelia géant de la famille des Campanulaceae. Elle est issue des montagnes orientales africaines. Elle se développe dans des secteurs frais, comme des fonds de vallée ou des landes humides ; par contraste Lobelia telekii  grandit dans un habitat plus sec. Lobelia deckenii est la seule espèce alpine de Lobelia à vivre sur le Kilimandjaro.
Lobelia deckenii consiste en un « millefeuille » de 2 à 18 rosettes de feuilles rassemblées les unes aux autres par des connexions internes. Plus la plante comportera de rosettes, plus elle produira de fleurs. Des rosettes secondaires produisant les fleurs naissent rapidement lorsque les conditions de lumière et d'humidité sont bonnes. Si ces conditions deviennent défavorables, la plante est capable de ralentir voire de stopper son développement. Ces rosettes secondaires se détachent, une fois la floraison accomplie .
Lobelia deckenii ssp. keniensis est une sous-espèce de Lobelia deckenii se développant spécifiquement sur le mont Kenya, entre 3 300 m et 4 600 m.